# Їржі Маґал
Їржі Маґал (чеськ. Jiří Magál, 11 квітня 1977) — чеський лижник, призер олімпійських ігор.
Маґал виступає в змаганнях з лижного спорту з 1998. Він взяв участь у чотирьох Олімпіадах і кожному чемпіонаті світу, починаючи з 1999. Найбільший його олімпійський успіх — бронзова медаль на Іграх у Ванкувері, яку він здобув разом із товаришами із збірної Чехії в естафеті 4 x 10 км.
За свою довгу кар'єру Маґал також двічі підіймався на подіуми етапів Кубка світу.